# John Bardeen
John Bardeen,, ameriški fizik, elektroinženir in izumitelj, * 23. maj 1908, Madison, Wisconsin, ZDA, † 30. januar 1991, Boston, Massachusetts, ZDA.
Bardeen je leta 1956 skupaj s Skockleyjem in Brattainom prejel Nobelovo nagrado za fiziko »za raziskave polprevodnikov in odkritje tranzistorskega pojava.« Leta 1972 je skupaj s Cooperjem in Schriefferjem prejel drugo Nobelovo nagrado za fiziko za osnovno teorijo običajne superprevodnosti, znano kot teorija BCS.
Njegova sinova James in William sta tudi fizika.